# セブンデイズ
『セブンデイズ』（原題：세븐 데이즈）は、2007年の韓国映画。

## あらすじ
勝率100%を誇る敏腕女弁護士のユ・ジヨンは、8歳の娘をもつシングルマザーであった。だがある日、運動会でその娘が何者かによって誘拐されてしまう。犯人は翌週に開かれる殺人事件の裁判で被告の無罪を勝ち取れという要求をしてきたのだが、それは判決が覆る可能性はほとんどない無謀なものだった。

## キャスト
- キム・ユンジン：ユ・ジヨン
- キム・ミスク：ハン・スッキ
- パク・ヒスン：キム・ソンヨル
- チャン・ハンソン：事務長
- チェ・ミョンス：チョン・チョルチン
- チョン・ドンファン：カン・サンマン
- ヤン・ジヌ：カン・ジウォン
- オ・グァンノク：ヤン・チャング
- イ・ラヘ：ウニョン
- イ・ジョンホン：チェ検事
- オク・ジヨン：チェ・ギョンスク
- チョ・ドッキョン：ブルース・チョン